# A Tábua de Esmeralda
A Tábua de Esmeralda é o décimo primeiro álbum de estúdio do cantor brasileiro Jorge Ben. Foi lançado em LP em 1974.
O álbum é notável como o último projeto de Jorge Ben  no qual o uso do violão se faz intensivo. O violão seria abandonado em 1976 devido a aspectos técnicos que, nas palavras de Jorge Ben, dificultavam a reprodução da mesma qualidade sonora: "O sensor de violão que a gente usava não existe mais. Hoje, o som sai limpo, sem aquela respiração. Para gravar, é difícil. Vou tentar fazer, mas sei que naquele som do Tábua de Esmeraldas não dá mais para chegar".

## Faixas
Todas as canções escritas por Jorge Ben, exceto onde indicado.
| Lado A |                                                               |         |  |
| N.º    | Título                                                        | Duração |  |
| 1.     | "Os Alquimistas Estão Chegando os Alquimistas"                | 3:14    |  |
| 2.     | "O Homem da Gravata Florida (A Gravata Florida de Paracelso)" | 3:05    |  |
| 3.     | "Errare Humanum Est"                                          | 4:50    |  |
| 4.     | "Menina Mulher da Pele Preta"                                 | 2:57    |  |
| 5.     | "Eu Vou Torcer"                                               | 3:15    |  |
| 6.     | "Magnólia"                                                    | 3:14    |  |

| Lado B | |                        |         |  |
| N.º    | Título | Compositor(es)         | Duração |  |
| 1.     | "Minha Teimosia, Uma Arma pra te Conquistar" |                        | 2:41    |  |
| 2.     | "Zumbi" |                        | 3:30    |  |
| 3.     | "Brother" |                        | 2:54    |  |
| 4.     | "O Namorado da Viúva" |                        | 2:03    |  |
| 5.     | "Hermes Trismegisto e sua Celeste Tábua de Esmeralda (Tratado Hermético Escrito pelo Faraó Egípicio Hermes Trimegisto e Traduzido por Fulcanelli)" | Fulcanelli / Jorge Ben | 5:30    |  |
| 6.     | "Cinco Minutos (5 minutos)" |                        | 2:56    |  |

## Recepção da crítica
| Críticas profissionais | Críticas profissionais |
| Avaliações da crítica  | Avaliações da crítica  |
| Fonte                  | Avaliação              |
| ---------------------- | ---------------------- |
| Allmusic               | link                   |

O álbum é considerado como o principal da carreira de Jorge Ben, abrindo a sua fase chamada de "alquimia musical" e um dos principais discos da música popular brasileira, tendo sido eleito em lista divulgada pela revista Rolling Stone Brasil, o sexto melhor disco da música brasileira de todos os tempos. O crítico Philip Jandovský, do Allmusic, elogiou especialmente as melodias do álbum que conseguem soar naturais ao mesmo tempo em que nunca são previsíveis ou banais.

## Ficha técnica
Ficha dada pelo Allmusic:
- Direção de produção: Paulinho Tapajós
- Técnico de gravação: Luigi Hoffer e João Moreira
- Arranjos: Osmar Milito, Darcy de Paulo e Hugo Bellard
- Capa: Aldo Luiz
- Figuras da capa: Nicolas Flamel